# Geopelia cuneata
La tortora diamantina (Geopelia cuneata Latham, 1802) è un uccello appartenente alla famiglia dei Columbidi, originario dell'Australia.

## Descrizione
Sono piccole tortore con una lunghezza che va dai 19 ai 21 cm. Indipendentemente dal sesso, hanno macchie bianche e bordi neri sulle ali, gli occhi arancioni e un anello rosso attorno agli occhi. I sessi sono simili, tranne che l'anello attorno all'occhio della femmina è di un arancione meno vivace. La testa del maschio, il collo e il petto sono di colore azzurro-grigio. L'addome è color crema, mentre il dorso e la coda sono di colore grigio-marrone. Le gambe e i piedi sono di colore rosa. Le piccole tortore diamantine sono di colore grigio chiaro, l'iride e l'anello dell'occhio sono di colore beige, i piedi e le gambe sono di colore grigio, il petto è di colore grigio senza macchie bianche sulle ali.

## Distribuzione e habitat
La specie è endemica dell'Australia.

## Biologia
La tortora diamantina può essere vista spesso in natura camminare a balzi.

### Alimentazione
Tendono ad essere viste in coppie, o in piccoli gruppi, mentre mangiano a terra. Mangiano principalmente sementi d'erba ma si nutrono anche di formiche.

### Riproduzione
Queste tortore tendono a riprodursi dopo la pioggia, ma soprattutto in primavera nell'Australia meridionale. I nidi sono di solito costruiti da erbe intrecciate e/o ramoscelli. Depongono in genere 2 uova che covano per 14-15 giorni in un nido a coppa,o se in cattività a volte nelle mangiatoie. I piccoli sono di solito indipendenti già dalla seconda settimana.

### Relazioni con l'uomo
Le tortore diamantine possono essere tranquillamente allevate in cattività e in alcuni casi sono state allevate per tante generazioni così da poterle considerare animali domestici. Essi trascorrono una considerevole quantità di tempo a terra e richiedono una vasta zona per camminare.
Le tortore Diamantine costruiscono nidi in spazi aperti, e apprezzeranno costruire il loro nido su dei cestini anche se in caso di necessità, possono utilizzare anche il piatto delle sementi.
In generale, devono vivere in coppia o in stormi, in quanto amano la compagnia. Una volta addomesticata, la tortora Diamantina è un animale dolce e gentile.